# شاخص جینی

نقشه نابرابری درآمدی شاخص جینی بر پایه کشور (%). بر پایه داده‌های بانک جهانی از سال ۱۹۹۲ تا ۲۰۲۰.
بالای ۵۰
بین ۴۵ و ۵۰
بین ۴۰ و ۴۵
بین ۳۵ و ۴۰
بین ۳۰ و ۳۵
پایین ۳۰
بدون داده

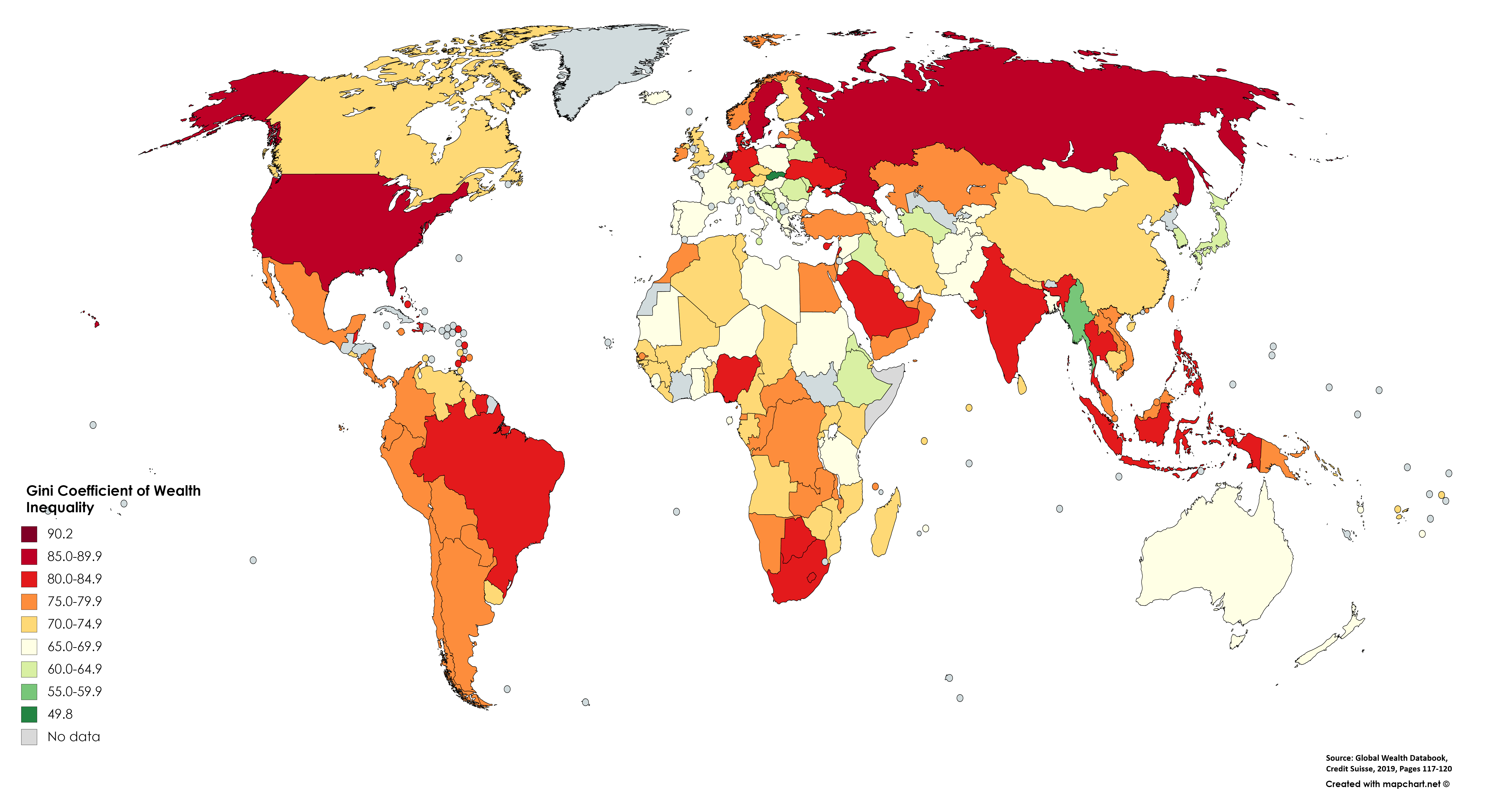
نقشه متفاوتی که شاخص جینی ثروت در کشورها را در سال ۲۰۱۹ نشان می‌دهد.

ضریب جینی، شاخص جینی یا نسبت جینی (انگلیسی: Gini coefficient یا Gini index) معیاری از پراکندگی آماری در اقتصاد است که برای نشان دادن نابرابری درآمد یا ثروت در یک کشور یا هر گروه دیگر از مردم در نظر گرفته شده است. ضریب جینی شاخصی اقتصادی برای محاسبهٔ توزیع ثروت در میان اقشار مختلف مردم یک جامعه است. ضریب صفر جینی بیانگر برابری کامل است، جایی که همه مقادیر یکسان هستند (به عنوان مثال، جایی که همه درآمد یکسانی دارند). ضریب جینی یک (یا ۱۰۰٪) بیانگر حداکثر نابرابری در بین مقادیر است (به عنوان مثال، برای تعداد زیادی از افراد که فقط یک نفر کل درآمد یا مصرف را دارد و بقیه هیچ چیز ندارند، ضریب جینی تقریباً یک خواهد بود). بالا بودن این ضریب در یک کشور معمولاً به عنوان شاخصی از بالا بودن اختلاف طبقاتی و نابرابری درآمدی در این کشور در نظر گرفته می‌شود.

## ضریب جینی در برخی کشورها
طبق گزارش سازمان ملل در سال ۲۰۱۹، اسلواکی کمترین نابرابری درآمدی را دارد و نمره ضریب جینی این کشور ۲۳٫۲ اعلام شده است. اسلوونی با نمره ۲۴٫۴ در جایگاه دوم و بلاروس و جمهوری چک هردو با نمره ۲۵٫۳ مشترکاً در رتبه سوم از این نظر قرار گرفته‌اند.

تغییرات ضریب جینی در ایران بین سال‌های ۱۳۸۶ تا ۱۳۹۲ مطابق آمار بانک مرکزی جمهوری اسلامی ایران

رتبه ایران از نظر ضریب جینی در سال ۲۰۱۹ با نمره ۴۰٫۹ درصد، میان ۷۲ کشور موجود در بررسی، ۵۶ بوده است و در جایگاه بهتری نسبت به کشورهایی نظیر زیمباوه، موزامبیک و هندوراس قرار دارد. متوسط ضریب جینی ایران بین سال‌های ۲۰۰۵ تا ۲۰۱۹ نیز همین مقدار بوده است، با بهترین نمره ۳۷٫۴ در سال ۲۰۱۳ و بدترین نمره ۴۷٫۴ در سال ۱۹۸۶. البته باید توجه داشت که بر اساس نتایج طرح آمارگیری مرکز آمار ایران از هزینه و درآمد خانوارهای ایرانی در سال ۱۳۹۲، ضریب جینی در مناطق شهری ایران اندکی بیشتر از ۳۵ درصد، در مناطق روستایی حدود ۳۲ درصد و در کل کشور حدود ۳۶٫۵ درصد بوده است.
طبق ادعای وبگاه تابناک بالاترین آمار فاصله طبقاتی ایران طبق آمار سازمان ملل برای سال ۱۳۵۷ و بهترین نرخ برای سال ۱۳۹۳ است. این درحالی است که اولین آمار مربوط به شاخص جینی در ایران مربوط به سال ۱۹۸۶ میلادی (۱۳۶۵ خورشیدی) میباشد.

## تعریف

منحنی لورنز در حالت معمولی

شاخص جینی از لحاظ ریاضیاتی معمولاً بر اساس منحنی لورنتس تعریف می‌شود. در این منحنی محور y نشان‌دهندهٔ درصدی از کل درآمد جامعه است که توسط x درصد فقیرتر جامعه کسب می‌شود (نگاه کنید به نمودار). برای مثال، عبور منحنی لورنتس از نقطهٔ (x=۳۰،y=۱۵) برای یک کشور نشان می‌دهد که در این کشور سی‌درصد فقیرتر جمعیت تنها ۱۵ درصد از کل درآمد این کشور را به خود اختصاص می‌دهند. همچنین، مشخص است که این منحنی همواره از نقطهٔ (x=۱۰۰،y=۱۰۰) می‌گذرد. در این نمودار خط ۴۵درجه توزیع برابری کامل درآمدها را نشان می‌دهد. می‌توان در نظر گرفت که شاخص جینی نسبت مساحت بین خط برابری و منحنی لورنز (منطقه A در شکل) و مساحت کل زیر خط برابری (منطقه A,B در شکل) باشد؛ یعنی: G=A/(A+B).
شاخص جینی معمولاً به صورت درصد بیان می‌شود. عدد صفر نشان‌دهندهٔ برابری کامل (انطباق منحنی لورنز با خط ۴۵ درجه) است و بالا رفتن این عدد به معنای نابرابری بیشتر است. برای محاسبهٔ صحیح، لازم است که ارزش هیچ کالایی منفی در نظر گرفته نشود. در نتیجه اگر شاخص جینی برای توصیف اختلاف درآمد خانوارها استفاده می‌شود، هیچ خانواری نباید درآمد منفی داشته باشد.
با رویکردی دیگر می‌توان شاخص جینی را معادل نصف میانگین تفاوت نسبی دانست. به‌طور کلی، میانگین تفاوت برابر است با میانگین فاصله‌های اجزای جفت‌های مختلف از مقادیر یک مجموعه. در این مورد میانگین تفاوت برابر می‌شود با میانگین اختلاف درآمدی که دو خانوار تصادفی از یک جامعه با یکدیگر دارند. میانگین تفاوت نسبی، مقدار میانگین تفاوت تقسیم بر میانگین مقادیر است.

## مزایای شاخص جینی به عنوان یک معیار برای اندازه‌گیری نابرابری
- مزیت اصلی شاخص جینی اینست که آن یک معیار نابرابری به وسیله میانگین‌های یک تجزیه و تحلیل نسبی است، بلکه آن یک متغیر ناهماهنگ از مردم است.
- می‌توان آن را برای مقایسه توزیع درآمدی در بخش‌های مختلف جامعه و همچنین در کشورها مورد استفاده قرار داد. برای مثال شاخص جینی برای مناطق شهری با مناطق روستایی در بسیاری از کشورها متفاوت است (هر چند شاخص جینی در شهر و روستاهای ایالت متحده آمریکا تقریباً یکسان است).
- شاخص جینی را به راحتی می‌توان با سراسر کشور مقایسه کرد و تفسیر آن نیز آسان است. آمار تولید ناخالص داخلی اغلب انتقاد شده هستند، آن‌ها تغییرات نمایندگی برای کل جمعیت انجام نمی‌دهند. شاخص جینی چگونگی تغییرات درآمدی بین فقیر و ثروتمند رانشان می‌دهد. اگر شاخص جینی به خوبی تولید ناخالص داخلی در حال افزایش باشد، نمی‌توان فقر را برای اکثریت مردم بهبود بخشید.
- از شاخص جینی می‌توان برای نشان دادن چگونگی توزیع درآمد در داخل کشور در طی یک دوره از زمان استفاده کرد. در نتیجه این امکان وجود دارد تا ببینید که آیا نابرابری در حال افزایش است یا کاهش.
- ۳ بخش قانع‌کننده شاخص جینی:

1. درجه استقلال مقیاس: شاخص جینی اندازه اقتصادی را لحاظ نمی‌کند و حالا کشور غنی یا فقیر یا متوسط باشد فرقی نمی‌کند شاخص جینی فقط اندازه‌گیری می‌کند.
2. درجه استقلال جمعیت: مهم نیست جمعیت کشور چقدر بزرگ باشد.
3. درجه انتقال اصلی: اگر درآمد (کمتر از تفاوت) از ثروتمند به فقیر منتقل شده باشد در نتیجه توزیع درآمدی بیشتر برابر بوده است.

## معایب شاخص جینی به عنوان یک معیار برای اندازه‌گیری نابرابری
- در حالی که شاخص جینی نابرابری درآمد را اندازه‌گیری می‌کند، آن نابرابری‌های فرصت را اندازه‌گیری نمی‌کند. به عنوان مثال ممکن است برخی از کشورها یک ساختار طبقه اجتماعی که ارائه موانع محرک به سمت بالاست داشته باشند که شاخص جینی در آن‌ها منعکس نشده است.
- اگر دو کشور شاخص جینی یکسان داشته باشند ممکن است یک کشور ثروتمند باشد و دیگری فقیر، می‌توان نتیجه گرفت اندازه‌گیری شاخص جینی در دو کشور متفاوت است. در یک کشور فقیر شاخص جینی نابرابری در کیفیت زندگی مادی را اندازه‌گیری می‌کند در حالی که در یک کشور ثروتمند شاخص جینی توزیع خوش گذرانی فراتر از نیازهای اساسی را اندازه‌گیری می‌کند.
- شاخص جینی مجموعه مختلفی از مردم است که به‌طور متوسط نمی‌توان شاخص جینی از همه مردم بدست آورد در مجموعه؛ اگر یک شاخص جینی حساب شده برای هر فرد وجود داشته باشد هر فرد می‌خواهد آن همیشه صفر باشد. برای کشورهای گوناگون اقتصادی بزرگ، یک ضریب بسیار بالا حساب شده برای کشور می‌خواهد چنانچه در کل بخواهد برای هر یک از مناطق حساب کند (شاخص جینی معمولاً بیشتر درآمد اسمی قابل اندازه‌گیری را به کار می‌گیرد تا قدرت خرید محلی، ضریب حساب شده تمایل دارد در سرتاسر مناطق بزرگ افزایش یابد).
- منحنی لورنز ممکن است دست کم گرفتن مقدار واقعی نابرابری باشد خانوارهای ثروتمند قادر باشند از درآمدشان با کارایی بیشتر استفاده کنند تا خانوارهایی که درآمدشان پایین است و بالعکس. از دیدگاه دیگر، اندازه‌گیری نابرابری ممکن است ناشی از استفاده بیشتر یا کمتر درآمد خانوارها باشد.
- اقتصاد با درآمد و شاخص جینی مشابه هنوز هم می‌تواند توزیع درآمدی خیلی متفاوتی داشته باشد (این درست است برای اندازه‌گیری هر واحد از یک توزیع). به‌دلیل اینکه منحنی می‌تواند اشکال مختلف و در عین حال همان شاخص جینی را داشته باشد. برای مثال، در نظر بگیرید جامعه‌ای که نیمی از افراد فاقد درآمد و نیم دیگر تمام درآمد را به‌طور مساوی به اشتراک گذاشته‌اند (یعنی اینکه منحنی لورنتس خطی است از (۰٬۰) تا (۰٫۵٬۰) و پس از آن خطی به (۱٬۱))همان‌طور که به راحتی محاسبه می‌شود این جامعه دارای شاخص جینی ۰٫۵ است. به همان اندازه که یک جامعه ۷۵ درصد مردم آن به‌طور مساوی ۲۵ درصد از درآمد را سهم می‌برند و ۲۵ درصد باقی‌مانده از مردم به‌طور مساوی ۷۵ درصد درآمد را سهم می‌برند (یعنی اینکه منحنی لورنتس خطی است از (۰٬۰) تا (۰٫۷۵٬۰٫۲۵) و پس از آن خطی به (۱٬۱)).
- شاخص جینی بیشتر درآمد را اندازه‌گیری می‌کند تا ثروت. که در یک جامعه هر کس میزان درآمد نهایی بالای یکسان داشته باشد تا آخر عمر نابرابری را ظاهر می‌کند؛ زیرا مردم در تمام مراحل زندگی شان متفاوتند، با این حال، شاخص جینی همچنین می‌تواند برای هر نوع توزیع تک متغیر محاسبه شود. به عنوان مثال ثروت برای کل.
- شاخص جینی درآمدهای سرمایه‌گذاری را شامل می‌شود، با این حال، شاخص جینی مبنی بر درآمد خالص دقیقاً تفاوت‌ها را در ثروت منعکس نمی‌کند و ممکن است از یک منبع تفسیر نادرست شود. برای مثال سوئد دارای شاخص جینی پایین برای توزیع درآمدی است اما دارای یک شاخص جینی بامعنی بالا برای ثروت است (به عنوان مثال ۷۷ درصد از ارزش سهم متعلق به خانوارها است و تنها ۵ درصد از خانوارهای سوئدی در حال سهم گرفتنند). به عبارت دیگر، شاخص جینی درآمدی را نباید به عنوان اندازه‌گیری مؤثر مکتب مساوات بشر قلمداد کرد.
- در بسیاری از موارد شاخص جینی تنها بدون شرح دادن نسبت‌های کم کیفیت مورد استفاده برای اندازه‌گیری نقل می‌شود. همان‌طور ضرایب نابرابری دیگر، که شاخص جینی به تک تک اندازه‌گیری‌ها برتری دارد. برای مثال ۲۵ درصد کم کیفیت‌ها (تک تک پایین) شاخص جینی پایین‌تری دارند تا ۲۵ درصد کم کیفیت‌هایی (تک تک بالا) که از توزیع یکسان گرفته شده است. این عملکرد اندازه‌گیری اغلب با مشکل مواجه می‌شود.
- مراقبت باید از استفاده کردن شاخص جینی به عنوان اندازه‌گیری مکتب مساوات بشر گرفته شده باشد تا آن یک اندازه‌گیری درست از پراکندگی درآمد باشد. به عنوان مثال، اگر دو کشور برابری طلب سیاست‌های مهاجرتی مختلف را دنبال کنند، کشور نسبت‌های بالای از درآمد پایین یا مهاجران فقیر را که برابری کم را ارزیابی می‌کند، می‌پذیرد (بدست آوردن یک شاخص جینی بالا).
- شاخص جینی نقطه برآورد در یک زمان خاص برای کشور خاص است. از این رو تغییرات درآمدی را در طول زمان نادیده می‌گیرند. به‌طور معمول، توسعه دادن در نسبت کارمندان پیر یا جوان از جامعه که می‌خواهد تغییرات آشکاری در برابری ایجاد کنند. به این دلیل، عواملی مانند سن، توزیع جمعیت و تحرک طبقات درآمدی می‌تواند ظاهری از دیفرانسیل برابری وقتی که با توجه به اثرات جمعیتی حساب وجود نداشته باشد ایجاد کند؛ بنابراین ممکن است اقتصادی را به ما بدهد که دارای شاخص جینی بالایی است و در هر نقطه از زمان با دیگر اقتصادها مقایسه کند.
- در حالی که شاخص جینی بیش از درآمد طول عمر افراد محاسبه شده و در واقع پایین‌تر است تا ظاهراً برابری بیشتر (یک نقطه داده شده در زمان) اقتصاد. اساساً آنچه مهم نیست تنها نابرابری در هر سال خاص است، اما ترکیبات د طول زمان توزیع شده است.

## ریسک اعتباری
شاخص جینی نیز به‌طور عادی برای اندازه‌گیری قدرت تبعیض‌آمیز از سیستم‌های ارزش در مدیریت ریسک اعتباری استفاده می‌شود. قدرت تبعیض‌آمیز اشاراتی به توانایی‌های مدل‌های ریسک اعتباری برای افتراق بین مشتریان مختلف و غیر مختلف دارد.

## سایر کاربردها
اگر چه شاخص جینی در اقتصاد عامیت بیشتری دارد اما می‌تواند در تئوری‌ها در هر زمینه‌ای از مطالعات علمی که توزیع می‌شود به کار برده شود. به عنوان مثال در زیست‌شناسی شاخص جینی به عنوان یک اندازه‌گیری از تنوع زیستی مورد استفاده قرار گیرد، در جایی که نسبت‌های تجمعی از بشر در برابر نسبت‌های تجمعی از افراد رسم شده است. شاخص جینی در سلامت نیز استفاده می‌شود، آن را به عنوان معیار سنجش نابرابری از سلامتی مربوط به کیفیت زندگی در جمعیت استفاده می‌کنند. در آموزش و پرورش آن را به عنوان معیار سنجش نابرابری از دانشگاه استفاده می‌کنند. در شیمی از آن برای بیان گزینشی از مهارکننده پروتئین کیناز استفاده می‌کنند. در مهندسی، از آن به عنوان ارزیابی منصفانه برای دست یافتن به روترهای اینترنتی در انتقال بسته‌های زمان‌بندی شده از جریان‌های مختلف ترافیکی استفاده می‌کنند. در آمار ساختمان درخت‌های تصمیم‌گیری، از آن برای اندازه‌گیری خلوص از اشکالات امکان‌پذیر فرزند استفاده می‌شود، با هدف به حداکثر رساندن میانگین خلوص از دو اشکال فرزند وقتی که در حال تقسیم شدن است و شاخص جینی با اندازه‌گیری نابرابری دیگر مقایسه می‌شود.